# Chunxiao
 (septembre 2010).
Si vous disposez d'ouvrages ou d'articles de référence ou si vous connaissez des sites web de qualité traitant du thème abordé ici, merci de compléter l'article en donnant les références utiles à sa vérifiabilité et en les liant à la section « Notes et références ».
Le champ de gaz de Chunxiao (春晓) en chinois, Shirakaba (白樺) en japonais, est situé en mer de Chine orientale dans la zone économique exclusive (ZEE) chinoise, à seulement quatre kilomètres de la frontière avec la ZEE du Japon autour des îles Senkaku revendiquées par la Chine.
La CNOOC et la Sinopec sont les opérateurs du site qui est entré en production en 2006. Unocal et Shell se sont retirés du projet en 2004 en raison de son coût élevé, de ses réserves incertaines, et dans un contexte de contentieux frontalier entre la Chine et le Japon.
En 2008, les deux pays se sont accordés sur l'exploitation commune de la zone, sans la mettre en pratique.